# Diane (1930)
Diane (NN4) – francuski dwukadłubowy okręt podwodny z okresu międzywojennego i II wojny światowej, jedna z dziewięciu jednostek typu Diane. Okręt został zwodowany 13 maja 1930 roku w stoczni Chantiers et Ateliers Augustin Normand w Hawrze, a w skład Marine nationale wszedł 1 września 1932 roku. Jednostka pełniła służbę na Morzu Śródziemnym, a od zawarcia zawieszenia broni między Francją a Niemcami znajdowała się pod kontrolą rządu Vichy. Po lądowaniu Aliantów w Afryce Północnej, 9 listopada 1942 roku okręt został samozatopiony w Oranie.

## Projekt i budowa
„Diane” zamówiona została w ramach programu rozbudowy floty francuskiej z 1926 roku. Okręt, zaprojektowany przez Marie-Augustina Normanda i Fernanda Fenaux, należał do ulepszonej w stosunku do 600-tonowych typów Sirène, Ariane i Circé serii jednostek o wyporności 630 ton. Usunięto większość wad poprzedników: okręty charakteryzowały się wysoką manewrowością i krótkim czasem zanurzenia; poprawiono też warunki bytowe załóg.
„Diane” zbudowana została w stoczni Augustin Normand w Hawrze . Stępkę okrętu położono 4 stycznia 1928 roku , a zwodowany został 13 maja 1930 roku.

## Dane taktyczno-techniczne
„Diane” była średniej wielkości okrętem podwodnym o konstrukcji dwukadłubowej. Długość między pionami wynosiła 64,4 metra, szerokość 6,2 metra i zanurzenie 4,3 metra . Wyporność normalna w położeniu nawodnym wynosiła 571 ton, a w zanurzeniu 809 ton. Okręt napędzany był na powierzchni przez dwa czterosuwowe silniki wysokoprężne Normand–Vickers o łącznej mocy 1400 KM. Napęd podwodny zapewniały dwa silniki elektryczne o łącznej mocy 1000 KM. Dwuśrubowy układ napędowy pozwalał osiągnąć prędkość 14 węzłów na powierzchni i 9 węzłów w zanurzeniu. Zasięg wynosił 2300 Mm przy prędkości 13,5 węzła w położeniu nawodnym (lub 4000 Mm przy prędkości 10 węzłów) oraz 82 Mm przy prędkości 5 węzłów w zanurzeniu . Zbiorniki paliwa mieściły 65 ton oleju napędowego. Dopuszczalna głębokość zanurzenia wynosiła 80 metrów .
Okręt wyposażony był w osiem wyrzutni torped: trzy stałe kalibru 550 mm na dziobie, jedną zewnętrzną kalibru 550 mm na rufie, podwójny zewnętrzny obracalny aparat torpedowy kalibru 550 mm oraz podwójny zewnętrzny obracalny aparat torpedowy kalibru 400 mm . Łącznie okręt przenosił dziewięć torped, w tym siedem kalibru 550 mm i dwie kalibru 400 mm . Uzbrojenie artyleryjskie stanowiło umieszczone przed kioskiem działo pokładowe kalibru 75 mm M1928 L/35 oraz pojedynczy wielkokalibrowy karabin maszynowy Hotchkiss kalibru 13,2 mm L/76. Jednostka wyposażona też była w hydrofony .
Załoga okrętu składała się z 3 oficerów oraz 38 podoficerów i marynarzy.

## Służba
„Diane” weszła do służby w Marine nationale 1 września 1932 roku . Jednostka otrzymała numer burtowy NN4 . W momencie wybuchu II wojny światowej okręt pełnił służbę na Morzu Śródziemnym, będąc jednostką flagową 14. dywizjonu 2. Flotylli okrętów podwodnych w Oranie (w skład którego wchodziły ponadto „Ariane”, „Danaé” i „Eurydice”) . Dowódcą jednostki był w tym okresie kmdr ppor. R.H.J.L. Boyer-Resses . 1 września 1939 roku „Diane” i „Ariane” wyszły z Cherbourga w rejs do Casablanki, docierając do portu przeznaczenia 9 września . W czerwcu 1940 roku okręt znajdował się w składzie 14. dywizjonu, a jego dowódcą był nadal kmdr ppor. Boyer-Resses . 10 czerwca, po wypowiedzeniu wojny przez Włochy jednostka opuściła bazę w Oranie, udając się na patrol w rejon Gibraltaru  . Na początku lipca, po zawarciu zawieszenia broni między Francją a Niemcami, okręt znajdował się w Oranie . W listopadzie 1940 roku rozbrojona „Diane” stacjonowała w Oranie .
24 kwietnia 1941 roku do Oranu przybyły okręty podwodne „Antiope”, „Méduse” i „Orphée”, po czym dwa ostatnie zostały pod dozorem w porcie. Dzięki temu 10 maja w morze mogły wyjść „Diane”, „Eurydice”, „Antiope” oraz „Thétis” i w eskorcie torpedowca „La Bayonnaise” 14 maja dotarły do Tulonu  . W momencie ataku wojsk alianckich na znajdującą się pod kontrolą Vichy Syrię w czerwcu 1941 roku „Diane” oraz „Argonaute” miały zostać wysłane na pomoc walczącym francuskim oddziałom, jednak wobec szybkich postępów ofensywy Sprzymierzonych ich wyjście w morze odwołano.
8 listopada 1942 roku, w momencie desantu Aliantów na Oran „Diane” znajdowała się w porcie . Następnego dnia, na rozkaz dowódcy bazy wiceadm. Rioulta okręt został zatopiony przez załogę w awanporcie, by uniknąć przejęcia przez wojska amerykańskie i zablokować wejście do Oranu .